# Douglas XB-42 Mixmaster
Douglas XB-42 Mixmaster – eksperymentalny samolot bombowy zaprojektowany w amerykańskich zakładach Douglasa w 1943 jako prywatna inicjatywa tego przedsiębiorstwa. Pomimo niebywałych, jak na swoje czasy, osiągów (jest to najszybszy w historii bombowiec z napędem tłokowym) samolot nie wszedł do produkcji seryjnej, głównie z powodu zakończenia II wojny światowej i opracowania nowej technologii, jaką były silniki odrzutowe. Nazwa Mixmaster nawiązuje do dużych łopat śmigieł, które kojarzyły się z mikserem kuchennym o takiej nazwie. Mixmastera początkowo zaplanowano jako samolot szturmowy, ale jeszcze w czasie prac projektowych zmieniono jego przeznaczenie na bombowiec. Zbudowano tylko dwa egzemplarze, z czego pierwszy prototyp rozbił się 16 grudnia 1945 roku, drugi (przemianowany na XB-42A) służył jako latające laboratorium do testowania silników odrzutowych 19XB-2A, obecnie znajduje się w National Air and Space Museum w Waszyngtonie. Bazując na XB-42, zaprojektowano także Douglas XB-43 Jetmaster, który był pierwszym amerykańskim bombowcem o napędzie odrzutowym. Planowano także konstrukcję wersji cywilnej, pasażersko-transportowej, ale projekt ten nie wyszedł poza fazę pierwszych studiów. Otrzymał tymczasową nazwę DC-8, która w późniejszym czasie została użyta ponownie na oznaczenie innego samolotu transportowego, Douglas DC-8.

## Historia
Na początku 1943 roku zespół projektowy pod kierownictwem Eda F. Burtona rozpoczął prace nad projektem dwusilnikowego bombowca zdolnego osiągnąć prędkość ponad 400 mil na godzinę (640 km/h), o udźwigu 2000 funtów (900 kg) i zasięgu 2000 mil (3200 km). Był to bardzo oryginalny projekt, w którym obydwa silniki umieszczono całkowicie w kadłubie, co znacznie polepszyło właściwości aerodynamiczne samolotu, dając mu „czyste” skrzydła. Projekt przedstawiono United States Army Air Forces w maju 1943 roku jako prywatną inicjatywę firmy.
Nowy samolot przyjęto entuzjastycznie i 25 czerwca 1943 Douglas otrzymał kontrakt AC40188 na zbudowanie dwóch latających prototypów i jednego modelu statycznego. Początkowo nowy samolot zaklasyfikowano jako samolot szturmowy i nadano mu oznaczenie XA-42 (eXperimental Attack – eksperymentalny, szturmowy); w tej fazie planowano trzy warianty uzbrojenia szturmowca – szesnaście karabinów maszynowych 12,7 mm lub armatę 75 mm i dwa karabiny maszynowe, lub dwa działka 37 mm (we wszystkich wariantach uzbrojenie miało być umieszczone w nosie). 26 listopada oznaczenie samolotu zmieniono na XB-42 (eXperimental Bomber – eksperymentalny, bombowy), zdecydowano bowiem, że samolot lepiej rokuje jako średni bombowiec.
Pierwsza makieta XA-42/XB-42 powstała we wrześniu 1943 roku. Po jej obejrzeniu USAAF zdecydowały się na kontynuację projektu i zatwierdziło budowę dwóch pierwszych prototypów. Budowa pierwszego z nich (numer seryjny 43-50224) została zakończona w maju 1944 roku, a pierwszy lot odbył się 6 maja.

## Opis konstrukcji

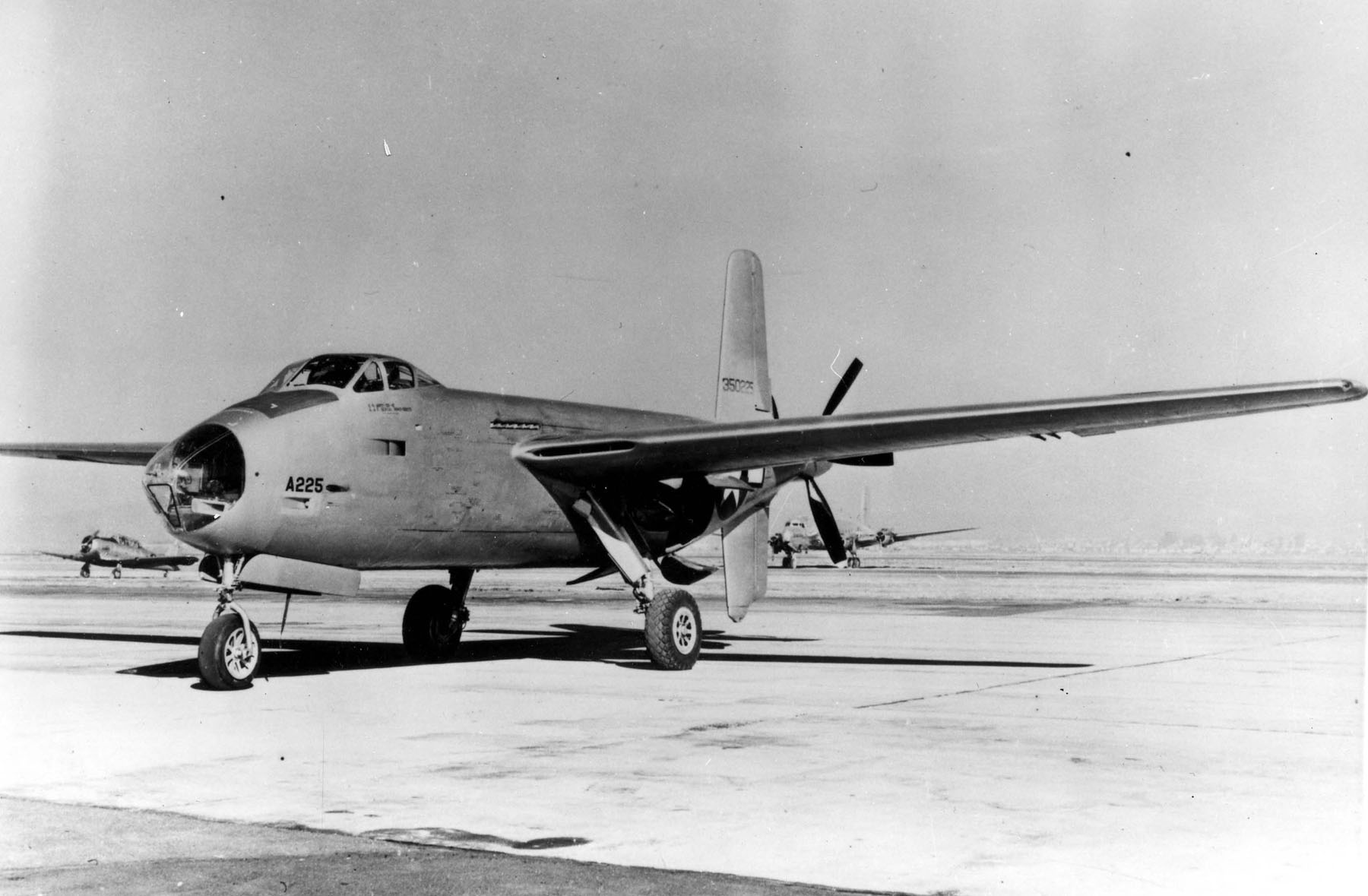
Wersja z pojedynczą owiewką kabiny

XB-42 był dwusilnikowym średniopłatem o konstrukcji całkowicie metalowej, napędzanym przez dwa trójłopatowe śmigła w konfiguracji przeciwbieżnej znajdujące się z tyłu kadłuba i pchające samolot.
Napęd stanowiły dwa silniki widlaste Allison V-1710-125 o układzie V-12, chłodzone cieczą i zamontowane obok siebie za kabinami załogi; każdy napędzał jedno śmigło. Wloty powietrza potrzebnego dla chłodnic silników znajdowały się na krawędzi natarcia skrzydła, blisko kadłuba. Prawy silnik napędzał tylne śmigło, a lewy – przednie. Pod ogonem znajdował się dolny statecznik pionowy, którego dodatkowym zadaniem była ochrona śmigieł przed ewentualnym uderzeniem w ziemię przy starcie i lądowaniu.
Samolot miał podwozie trójkołowe z kołem przednim oraz skrzydło laminarne z podwójnymi klapami na wewnętrznej części krawędzi spływu i lotkami na części zewnętrznej. Załogę stanowiły trzy osoby: nawigator/bombardier, znajdujący się w przeszklonym nosie samolotu, oraz pilot i drugi pilot, siedzący w jednej kabinie, ale przykrytej dwiema osobnymi owiewkami kroplowymi.
Uzbrojenie obronne stanowiły dwie zdalnie sterowane wieżyczki, każda wyposażona w dwa karabiny maszynowe 12,7 mm, które znajdowały się na krawędzi spływu skrzydła, pomiędzy klapami a lotkami. Kiedy wieżyczki nie były używane, wciągano je do wnętrza skrzydła. Pole ostrzału wynosiło ±25° w płaszczyźnie poziomej i +30°/-15° w płaszczyźnie pionowej. Sterowane były przez drugiego pilota, celownik znajdował się z tyłu owiewki jego kabiny. Pole ostrzału było raczej ograniczone, ale uważano, że duża prędkość bombowca czyniła atak z innej strony niż od tyłu bardzo mało prawdopodobnym.
W dużej komorze bombowej mieścił się ładunek czterech bomb 2000-funtowych (908 kg), przy częściowo otwartym luku bombowym Mixmaster mógł także przenosić pojedynczą bombę 10 000-funtową (4 536 kg).

## Pierwsze loty

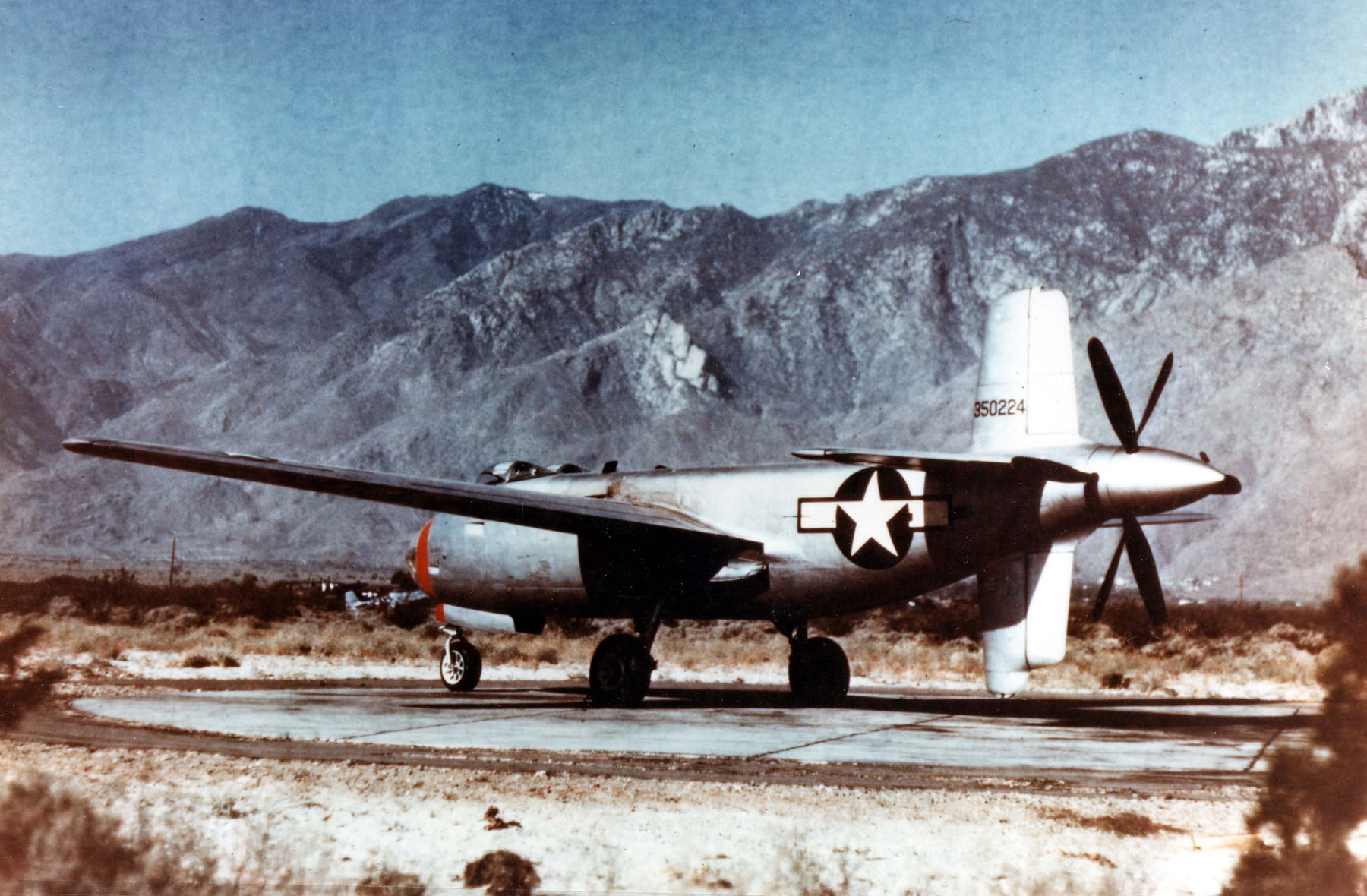
Widok na przeciwbieżne śmigła XB-42A

W czasie pierwszego lotu samolot pilotował oblatywacz Bob Brush. Ze względów bezpieczeństwa trasa wiodła nad poligonem Palm Springs Army Air Base. Próby potwierdziły obliczone teoretycznie osiągi nowej konstrukcji: prędkość maksymalna różniła się tylko o 1% od wartości teoretycznej, a zasięg i prędkość wznoszenia okazały się lepsze niż oczekiwano. W porównaniu z Mosquito B.XVI, który miał taką samą moc silników, XB-42 był szybszy, mając przy tym dwukrotnie większy maksymalny udźwig bomb na krótkich dystansach (3600 kg wobec 1800 kg). Na długim dystansie 3000 km udźwig Mixmastera był prawie czterokrotnie większy (1700 kg w porównaniu z 450 kg). Dodatkowo Mixmaster był uzbrojony w cztery karabiny maszynowe do obrony, a Mosquito B.XVI nie był uzbrojony.
Pierwszy lot ujawnił pewne problemy z nowym samolotem. Złym rozwiązaniem okazały się osobne owiewki kabin, które utrudniały komunikację między członkami załogi. Samolot miał problemy z lotem w linii prostej w osi poziomej („myszkowanie”). Wykryto nadmierne wibracje łopat śmigieł (szczególnie przy otwartej komorze bombowej) i skłonność do przegrzewania się silników z powodu zbyt małego przepływu powietrza przez chłodnice.
Drugi prototyp (43-50225) odbył pierwszy lot 1 sierpnia 1944 roku. Otrzymał nowsze silniki V-1710-129. Po pierwszym locie zmodyfikowano osłonę kabiny, wprowadzając jedną owiewkę zamiast dwóch osobnych. W grudniu 1945 roku samolot ten odbył lot z Long Beach w Kalifornii do Boiling Fields (niedaleko Waszyngtonu) ze średnią prędkością 697,8 km/h. 16 grudnia uległ zniszczeniu w katastrofie podczas kolejnego lotu testowego, załoga zdążyła opuścić samolot.

## Dalsze losy

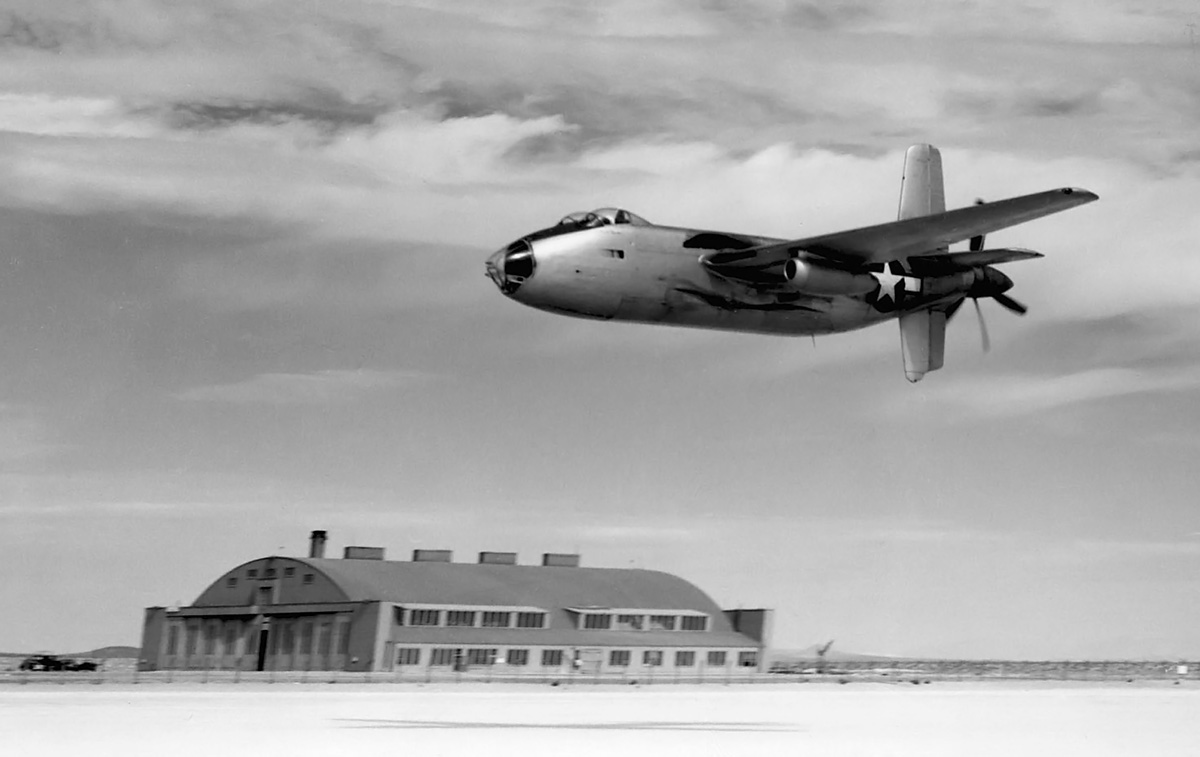
XB-42A w locie

Pomimo znakomitych osiągów nie zdecydowano się na rozpoczęcie produkcji seryjnej. Głównymi powodami było zakończenie wojny – nie potrzebowano już żadnych nowych samolotów w przyspieszonym trybie, liczono także, że nowa technologia silników odrzutowych pozwoli na zaprojektowanie samolotów o jeszcze lepszych osiągach, zdecydowano się jednak na dalsze używanie ocalałego XB-42 do różnego typu testów.
Jedną z modyfikacji wprowadzonych w tym czasie była wymiana silników Allison-125 na model 133 o mocy 1375 KM. Dodatkowo pod skrzydłami zamontowano po jednym silniku turboodrzutowym Westinghouse 19XB-2A o ciągu 7,1 kN. Tak zmodyfikowany samolot otrzymał oznaczenie XB-42A. Jego pierwszy lot odbył się 27 maja 1947 roku; przeprowadzono na nim 22 loty o łącznym czasie trwania 17 godzin. W czasie jednego z lotów osiągnięto prędkość maksymalną 785 km/h.
15 sierpnia XB-42A został uszkodzony w czasie lądowania i mimo że wkrótce go naprawiono, program rozwojowy XB-42A został zakończony 30 czerwca 1949 roku. Po zakończeniu programu samolot przekazano do Narodowego Muzeum Lotnictwa i Astronautyki.

## Jetmaster
Na bazie XB-42 zaprojektowano pierwszy amerykański bombowiec o napędzie odrzutowym Douglas XB-43 Jetmaster, który odbył pierwszy lot 17 maja 1946.